# Tadeusz Kuźmiński
Tadeusz Kuźmiński, né le 29 janvier 1915 à Ołdaki et décédé le 7 septembre 1979 à Iły, est un historien et diplomate polonais.
Ambassadeur de la Pologne  en Guinée de 1973 en 1979.

## Biographie
Le père de Tadeusz Kuźmiński était diplomate. Il avait une formation en sciences humaines et a obtenu un doctorat en sciences. Dans les années 1934 à 1939, il travailla comme enseignant à Varsovie. Pendant l'occupation allemande, il dirigea des cours dans le cadre d'un enseignement secret (pl). Après 1945, il travaille à l'institut d'histoire de l'Académie polonaise des sciences (pl). En 1960, il rejoint le service extérieur. Jusqu'en 1969, il fut conseiller culturel et de presse à l'ambassade de Rome (pl). Dans les années 1969-1973, il a été directeur adjoint du département de la coopération culturelle et scientifique du ministère des affaires étrangères. En 1973, il est nommé ambassadeur en Guinée, également accrédité en Guinée-Bissau, en Sierra Leone et au Cap-Vert. Il occupe ce poste d'ambassadeur jusqu'en 1979 avant d'etre remplacer par Jan Krzywicki.
Décédé la même année, il est inhumé au cimetière Bródnowski à Varsovie (parcelle 8L-4-5).

## Œuvres
- Tadeusz Kuźmiński, Walki klasowe na wsi lubelskiej w latach 1918–1919, Warszawa, Ludowa Spółdzielnia Wydawnicza, 1955
- Tadeusz Kuźmiński, Chłopi w walce o ziemię i władzę : 1918–1919, Warszawa, Wiedza Powszechna, 1957 (OCLC 832540546)
- Tadeusz Kuźmiński, Wieś w walce o Polskę Ludową : 1918–1920, Warszawa, Ludowa Spółdzielnia Wydawnicza, 1960 (OCLC 833166517)
- Tadeusz Kuźmiński, Polska, Francja, Niemcy : 1933–1935 : z dziejów sojuszu polsko-francuskiego, Warszawa, Państwowe Wydawnictwo Naukowe, 1963 (OCLC 832166645)